# Ewa Lipska
Ewa Lipska (* 8. října 1945, Krakov) je významná polská básnířka.

## Život
Studovala na Akademii výtvarných umění v Krakově. Poprvé na sebe literárně upozornila roku 1961 básněmi Krakowska noc, Smutek, Van Gogh v periodiku Gazeta Krakowska.
V 90. letech 20. století pracovala jako ředitelka Polského centra ve Vídni.
V roce 2007 se stala spolu s německou básnířkou Sarah Kirsch laureátkou ceny Samuela Bogumila Lindeho.